# Shopify Rebellion
Shopify Rebellion ist eine kanadische E-Sport-Organisation, die im Februar 2021 vom E-Commerce-Unternehmen Shopify gegründet wurde. Die Organisation hat aktive Teams in den Spielen Dota 2, Halo, League of Legends, Rocket League, StarCraft II, Street Fighter, Valorant, Apex Legends, Rainbow Six Siege und Super Smash Bros.

## Geschichte
Am 19. Februar 2021 gab Shopify-CEO Tobias Lütke die Gründung von Shopify Rebellion bekannt, beginnend mit der StarCraft-II-Division der Organisation. Dabei wurden Spieler wie der WCS-Champion von 2016, Byun „ByuN“ Hyun-woo, und Sasha „Scarlett“ Hostyn rekrutiert. Im April 2021 expandierte die Organisation in ihr zweites E-Sport-Titel, indem sie die Verträge der Rocket-League-Division der Kansas City Pioneers übernahm. Im Juni 2021 trat Shopify Rebellion in den Valorant-E-Sport ein und verpflichtete ein Team, das an der Valorant Champions Tour Game Changers Serie teilnimmt. Im Jahr 2022 erweiterte die Organisation ihre Aktivitäten um zwei weitere Divisionen, eine Halo-Division im Januar und eine Dota-2-Division im Dezember.
Im August 2023 verpflichtete Shopify Rebellion den Spieler NuckleDu für das Videospiel Street Fighter. Im September 2023 trat die Organisation in den League-of-Legends-E-Sport ein, indem sie den Franchise-Slot von TSM in der League of Legends Championship Series (LCS) übernahm. Am selben Tag gründete Shopify Rebellion eine gemeinsame Valorant-Partnerschaft mit Moist Esports.
Das Valorant-Game-Changers-Team der Organisation gewann die Game Changers Championship 2023, indem es Team Liquid Brazil im Finale mit 3:2 besiegte. Im Jahr 2024 verteidigte das Team seinen Titel erfolgreich und gewann erneut die Meisterschaft, nachdem es MIBR GC im Finale mit 3:0 schlug. Damit wurde es das erste Team, das den Titel zweimal erringen konnte.
Am 17. Januar 2025 wurden die Moist Esports-Miteigentümer Charles White Jr., bekannt unter dem Namen Cr1TiKaL, und Ludwig Ahgren als neue Miteigentümer von Shopify Rebellion bekannt gegeben. Im Rahmen der Vereinbarung fusionierte Moist Esports mit Shopify Rebellion, wodurch alle ehemaligen Teams von Moist Esports unter dem neuen Namen weitergeführt wurden.
Am 22. Januar 2025 wurde das Valorant-Game-Changers-Team von Shopify, nun unter dem Namen Shopify Rebellion Gold, das erste Game-Changers-Team, das sich für die Valorant Challengers, die zweithöchste Stufe des Valorant-E-Sport-Wettbewerbs, qualifizieren konnte.

## Aktive und ehemalige Spieler (Auswahl)

### Dota 2
| Aktuelles Lineup (Stand Feb. 2025) |
| ---------------------------------- |
| Enzo „Timado“ Gianoli              |
| Erin „Yopaj“ Ferrer                |
| Mark „Amaterasu“ Kharlamov         |
| Kirill „Hellscream“ Lagutik        |
| Rolen „skem“ Ong                   |

### Halo
| Aktuelles Lineup (Stand Feb. 2025) |
| ---------------------------------- |
| Bradley „Frosty“ Bergstrom         |
| Preston „CyKul“ Sipes              |
| Wyatt „LastShot“ Gowan             |
| Mathew „Royal2“ Fiorante           |

### League of Legends
Aktuelles Lineup (Stand Jan. 2025)
| Name                               | Position |
| ---------------------------------- | -------- |
| Ibrahim „Fudge“ Allami             | Top Lane |
| Juan Arturo „Contractz“ Garcia     | Jungle   |
| Christian „Palafox“ Palafox        | Mid Lane |
| Ju „Bvoy“ Yeong-hoon               | AD-Carry |
| Denilson Oliveira „Ceos“ Gonçalves | Support  |

### Rocket League
| Aktuelles Lineup (Stand Feb. 2025) |
| ---------------------------------- |
| Will „Paarth“ Crews                |
| Jayden „2Piece“ Hordon             |
| Justin „jstn.“ Morales             |

### StarCraft II
| Aktuelles Lineup (Stand Feb. 2025) |
| ---------------------------------- |
| Byun „Byun“ Hyun-woo               |
| Kevin „Harstem“ de Koning          |
| Julian „Lambo“ Borsig              |
| Sasha „Scarlett“ Hostyn            |

### Street Fighter
| Aktuelles Lineup (Stand Feb. 2025) |
| ---------------------------------- |
| Du „NuckleDu“ Dang                 |
| David „JAK“ Edwards                |

### Valorant

#### Shopify Rebellion Black
| Aktuelles Lineup (Stand Feb. 2025) |
| ---------------------------------- |
| Brendan „BcJ“ Jensen               |
| Brock „brawk“ Somerhalder          |
| Amarri „Pa1nt“ Peak                |
| Jake „Paincakes“ Hass              |
| Adam „spaz“ Laamoumi               |

#### Shopify Rebellion Gold
| Aktuelles Lineup (Stand Feb. 2025) |
| ---------------------------------- |
| Alexis „alexis“ Guarrasi           |
| Karnthida „dodonut“ Chaisrakeo     |
| Melanie „meL“ Capone               |
| Nicole „Noia“ Tierce               |
| Sarah „sarah“ Simpson              |

#### Shopify Rebellion GC
ehemalige Spieler
| Name                       | Dauer                 |
| -------------------------- | --------------------- |
| Vannesa „panini“ Emory     | Juni 2021 – Mai 2022  |
| Han „it not han“ Nguyen    | Juni 2021 – März 2022 |
| cbui                       | Juni 2023 – Okt. 2023 |
| Kayla „flowerful“ Horton   | Juni 2021 – Okt. 2023 |
| Erika „KP“ Lytle           | Juni 2021 – Okt. 2023 |
| Vannesa „panini“ Emory     | Sep. 2023 – Okt. 2023 |
| Diana „sonder“ Zhang       | Juni 2021 – Okt. 2023 |
| Lorrian „Lori“ Elad        | Juni 2021 – Sep. 2023 |
| Benita „bENITA“ Novshadian | Juni 2022 – Apr. 2023 |

### Apex Legends
| Aktuelles Lineup (Stand Feb. 2025) |
| ---------------------------------- |
| Matthew „Emtee“ Trengove           |
| Brody „Xynew“ Geissler             |
| Israel „Koyful“ Lawrence           |

### Rainbow Six Siege
| Aktuelles Lineup (Stand Feb. 2025) |
| ---------------------------------- |
| Jaylen „Ambi“ Turk                 |
| Troy „Canadian“ Jaroslawski        |
| Pablo „Gryxr“ Rebeil               |
| Richard „Rexen“ Coronado           |
| Damian „Surf“ Medina               |

### Super Smash Bros

#### Ultimate Players
| Aktuelles Lineup (Stand Feb. 2025) |
| ---------------------------------- |
| Kolawole „Kola“ Aideyan            |
| Paris Ramirez „Light“ Garcia       |

#### Melee Players
| Aktuelles Lineup (Stand Feb. 2025) |
| ---------------------------------- |
| Kurtis „moky“ Pratt                |
| Zain „zain“ Naghmi                 |
| Joshua „Joshman“ Lyras             |

## Erfolge (Auswahl)

### Allgemein
Das Esport-Team Shopify Rebellion hat insgesamt über 1,75 Millionen US-Dollar aus 586 Turnieren gewonnen. Der größte Teil der Einnahmen stammt aus Dota 2 und VALORANT-Wettbewerben, mit nennenswerten Gewinnen auch in Spielen wie Rocket League und StarCraft II. Die Einkünfte verteilen sich weltweit auf Spieler unterschiedlicher Herkunft und unterstreichen die internationalen Erfolge des Teams.

### Dota 2
| Datum     | Platz | Turnier                            | Preisgeld |
| --------- | ----- | ---------------------------------- | --------- |
| Jan. 2023 | 2.    | DPC NA 2023 Tour 1: Division I     | 28.000 $  |
| Feb. 2023 | 1.    | BTS Pro Series Season 14: Americas | 16.000 $  |
| März 2023 | 4.    | Lima Major 2023                    | 50.000 $  |
| Apr. 2023 | 2.    | DPC NA 2023 Tour 2: Division I     | 28.000 $  |
| Apr. 2023 | 3.    | DreamLeague Season 19              | 120.000 $ |
| Juni 2023 | 1.    | DPC NA 2023 Tour 3: Division I     | 30.000 $  |
| Sep. 2023 | 2.    | DreamLeague Season 21              | 175.000 $ |

### Halo
| Datum      | Platz | Turnier                        | Preisgeld |
| ---------- | ----- | ------------------------------ | --------- |
| März 2024  | 4.    | HCS: Arlington Major 2024      | 17.500 $  |
| Juni 20224 | 3.    | HCS: London Major 2024         | 30.000 $  |
| Juli 2024  | 3.    | HCS: Atlanta Major 2024        | 30.000 $  |
| Sep. 2024  | 3.    | HCS: Salt Lake City Major 2024 | 30.000 $  |

### Rocket League
| Datum     | Platz | Turnier                                                             | Preisgeld |
| --------- | ----- | ------------------------------------------------------------------- | --------- |
| Mai 2021  | 3.    | ASTRONAUTS Star Circuit S3 – Finals                                 | 1.000 $   |
| Sep. 2021 | 2.    | WePlay Esports Invitational featuring Rocket League – North America | 12.000 $  |
| Nov. 2021 | 1.    | ASTRONAUTS Star Circuit S4 – Qualifier 4                            | 1.000 $   |
| Nov. 2021 | 2.    | ASTRONAUTS Star Circuit S4 – Finals                                 | 3.000 $   |
| Mai 2022  | 1.    | The Gaming Stadium: 7-Eleven 8K Cup                                 | 2.800 $   |
| Juli 2022 | 2.    | Seasonal Shootout: Season 9 – Premier League                        | 2.000 $   |
| Juni 2023 | 1.    | The Draw #2                                                         | 6.500 $   |
| Juli 2023 | 2.    | The Draw #3                                                         | 3.500 $   |
| Aug. 2023 | 1.    | The Draw #5                                                         | 6.500 $   |
| Okt. 2023 | 1.    | Bandits on Wheels: Fall Showdown #2                                 | 3.500 $   |
| Nov. 2023 | 1.    | The Draw #7                                                         | 6.500 $   |
| Dez. 2023 | 1.    | The Draw #8                                                         | 6.500 $   |
| Jan. 2024 | 2.    | Bandits on Wheels: Fall Showdown #5                                 | 2.000 $   |
| Feb. 2024 | 3.–4. | RLCS 2024 – Major 1: NA Open Qualifier 1                            | 6.300 $   |
| Mai 2024  | 2.    | RLCS 2024 – Major 2: NA Open Qualifier 6                            | 12.000 $  |
| Sep. 2024 | 4.    | Champions Road – 2v2 Open: NA                                       | 2.100 $   |

### StarCraft II
| Datum     | Platz   | Turnier                                          | Preisgeld |
| --------- | ------- | ------------------------------------------------ | --------- |
| Juni 2021 | 2.      | DH SC2 Masters 2021 Summer: North America        | 3.850 $   |
| Juni 2021 | 3.      | DH SC2 Masters 2021 Summer: Europe               | 4.850 $   |
| Juli 2021 | 4.      | World Team League 2021 Summer                    | 4.689 $   |
| Aug. 2021 | 2.      | DH SC2 Masters 2021 Fall: North America          | 3.950 $   |
| Okt. 2021 | 1.      | DH SC2 Masters 2021 Winter: North America        | 6.850 $   |
| Nov. 2021 | 3.–4.   | DH SC2 Masters 2021 Winter: Season Finals        | 4.250 $   |
| Dez. 2021 | 2.      | NetEase Esports X Tournament – Winter 2021 (SC2) | 4.710 $   |
| Jan. 2022 | 3.      | World Team League 2021 Winter                    | 11.096 $  |
| Juni 2022 | 3.      | DH SC2 Masters 2022 Valencia: North America      | 5.400 $   |
| Juni 2022 | 4.      | DH SC2 Masters 2022 Valencia: Europe             | 5.500 $   |
| Juli 2022 | 4.      | HomeStory Cup XXI                                | 2.500 $   |
| Aug. 2022 | 2.      | WardiTV Summer Championship 2022                 | 1.100 $   |
| Okt. 2022 | 3.      | DH SC2 Masters 2022 Atlanta: North America       | 5.250 $   |
| Nov. 2022 | 1.      | PiG Sty Festival 2.0                             | 1.700 $   |
| Dez. 2022 | 3.–4.   | GSL 2022 Super Tournament 2                      | 2.250 $   |
| Dez. 2022 | 3.      | HomeStory Cup XXII                               | 4.000 $   |
| Mai 2023  | 3.–4.   | GSL 2023 Season 1                                | 1.745 $   |
| Mai 2023  | 2.      | ESL SC2 Masters 2023 Summer: Americas            | 5.000 $   |
| Sep. 2023 | 3.      | Master's Coliseum 6                              | 4.117 $   |
| Mai 2024  | 3.      | ESL SC2 Masters 2024 Spring: Americas            | 4.500 $   |
| Aug. 2024 | Runde 2 | Esports World Cup 2024 (SC2)                     | 20.000 $  |

### Valorant
als Shopify Rebellion
| Datum     | Platz | Turnier                                        | Preisgeld |
| --------- | ----- | ---------------------------------------------- | --------- |
| Dez. 2022 | 1.    | Knights Arena Freezeout                        | 11.000 $  |
| Apr. 2024 | 2.    | Red Bull Instalock                             | 4.947 $   |
| Juni 2024 | 1.    | VCT 2024: Game Changers North America Series 2 | 20.000 $  |

als Shopify Rebellion GC
| Datum     | Platz | Turnier                                                            | Preisgeld |
| --------- | ----- | ------------------------------------------------------------------ | --------- |
| Juni 2021 | 3.    | VALORANT Champions Tour 2021 Game Changers North America Series 2  | 7.000 $   |
| Okt. 2021 | 2.    | VALORANT Champions Tour 2021 Game Changers North America Series 3  | 10.000 $  |
| Dez. 2021 | 3.    | GIRLGAMER Challenge North America (VALORANT)                       | 2.400 $   |
| Apr. 2022 | 2.    | VALORANT Champions Tour 2022 Game Changers North America Series 1  | 10.000 $  |
| Juli 2022 | 2.    | VALORANT Champions Tour 2022 Game Changers North America Series 2  | 10.000 $  |
| Okt. 2022 | 2.    | VALORANT Champions Tour 2022 Game Changers North America Series 3  | 10.000 $  |
| Nov. 2022 | 2.    | VALORANT Champions Tour 2022: Game Changers Championship           | 110.000 $ |
| Apr. 2023 | 2.    | VALORANT Champions Tour 2023: Game Changers North America Series 1 | 10.000 $  |
| Sep. 2023 | 2.    | NRG Neon Dream Invitational 2023                                   | 3.000 $   |
| Okt. 2023 | 3.    | VALORANT Champions Tour 2023: Game Changers North America Series 3 | 7.000 $   |
| Dez. 2023 | 1.    | VALORANT Champions Tour 2023: Game Changers Championship           | 180.000 $ |
| März 2024 | 1.    | VCT 2024: Game Changers North America Series 1                     | 20.000 $  |
| Nov. 2024 | 1.    | VALORANT Game Changers Championship 2024                           | 180.000 $ |